# بيتر روبنسون (لاعب كرة قدم)
بيتر روبنسون (بالإنجليزية: Peter Robinson)‏ هو لاعب كرة قدم أسترالي، ولد في 5 يناير 1976. لعب مع Melbourne Storm ‏.